# Nolana laxa
Nolana laxa ist eine Pflanzenart aus der Gattung Nolana in der Familie der Nachtschattengewächse (Solanaceae).

## Beschreibung
Nolana laxa ist eine krautige Pflanze, die eine Rübenwurzel bildet, aber dennoch wahrscheinlich einjährig ist. Sie ist mit langen, einfach gewinkelten oder verzweigten drüsigen und nichtdrüsigen Trichomen behaart. Die Laubblätter sind 1 bis 1,3 (selten bis 1,6) cm lang. Sie stehen wechselständig und sind umgekehrt lanzettlich, lanzettlich oder rhombisch geformt. Der Blattstiel ist sehr kurz.
Die Blüten stehen einzeln an 1 bis 8 mm langen, sehr dünnen Blütenstielen, die aufrecht stehen. Der Kelch hat eine Länge von 4 bis 6 mm, ist glockenförmig und tief fünffach eingeschnitten, die Kelchzähne sind ungleich, aufrecht stehend und linealisch zugespitzt. Die Krone ist 1,3 bis 2,4 cm lang, weiß bis blau gefärbt, trichterförmig und klebrig. Die Staubblätter sind ungleich gestaltet und in zwei längere und drei kürzere unterteilt. An der Basis sind die Staubfäden verbreitert, aber nur selten behaart. Der Blütenboden ist leicht schüsselförmig, der Rand ist geschwungen. Der Griffel steht gynobasisch und ist kürzer als die längeren Staubfäden. Die Narbe ist köpfchenförmig gelappt.
An der Frucht verlängert sich der Blütenstiel und ist an der Basis umgebogen. Die Frucht besteht aus fünf bis zwölf eiförmigen, ungleichen Teilfrüchten.

## Vorkommen
Nolana laxa kommt von der peruanischen Region Lima bis in die chilenische Region Tarapacá vor und wächst auf küstennahen Bergen und in Wüsten im Landesinneren in Höhen zwischen 50 und 1200 m.